# Sveriges geografiske midtpunkt
Sveriges geografiske midtpunkt er en titel, som mindst to steder i Sverige gør krav på. En af de ældste og bedst kendte kandidater, er bjerget Flataklocken 62°23′15″N 16°19′32″Ø / 62.38750°N 16.32556°Ø (også kendt som Flataklacken) i landskabet Medelpad.
Midtpunktet blev defineret i 1947 af Nils Friberg og Tor Andeldorf fra den geografiske institution ved Stockholms högskola. Man konstruerede et stift kort over Sverige, hvor øerne var påsat uden mellemliggende vand, og siden flyttede man en nål under kortet, indtil der var ligevægt. Et selskab bestående af blandt andre Gustav von Platen (chefredaktør på avisen ALLT, der iværksatte projektet), den opdagelsesrejsende Hans Ostelius og eliteorienteringsløberen Gösta Lagerfelt rejste dertil for at markere stedet, som i dag er et velbesøgt turistmål.
Ifølge en anden målemetode ligger Sveriges geografiske midtpunkt i Hälsingland, i nærheden af Ytterhogdal. Man har fundet frem til stedet, ved at markere midtpunktet på en ret linje løbende fra Treriksröset i nord til Skånes sydligste punkt. Dernæst har man på højde med dette punkt, tegnet en ret linje fra øst til vest, og dermed fundet midtpunktet. 62°11′27″N 14°49′29″Ø / 62.19083°N 14.82472°Ø.
De nærtliggende byer Ånge i Medelpad og Östersund i Jämtland mener begge, at de efter denne metode er Sveriges geografiske midtpunkt.